# Treix
Treix é uma comuna francesa na região administrativa de Grande Leste, no departamento de Haute-Marne. Estende-se por uma área de 15,46 km². Em 2010 a comuna tinha 235 habitantes (densidade: 15,2 hab./km²).